# Сен Аман Монрон
Сен Аман Монрон (фр. Saint-Amand-Montrond) насеље је и општина у Француској у региону Централна долина Лоаре, у департману Шер . Године 2007. имала је 11.464 становника.

## Демографија

### Становништво
Године 2007. регистровано је 11.464 становника. Било је 5.490 породица, од којих су 2.503 биле самохране (986 мушкараца и 1.517 жена које живе саме), 1.583 су биле породице без дјеце, 884 су били парови са дјецом и 520 су биле породице са једним родитељем.

### Становање
Године 2007. било је 6.444 домова, 5.576 су били главни породични домови, 255 су били други домови и 613 је било празно. 4.080 су биле куће, а 2.326 станови. Од 5.576 главних кућа, 2.778 су биле власничке резиденције, 2.597 је било изнајмљено, а 201 је издата бесплатно; 277 кућа имало је једну собу, 673 куће су имале двије, 1.409 кућа су имале три, 1.595 кућа су имале четири и 1.622 куће су имале пет. Укупно је 2.751 кућа имала свој паркинг. Возило је имало 2.852 домаћинства, а више од 1.305 домаћинстава.

## Привреда
Године 2007. било је 6.644 радно способних лица, од којих је 4.457 било активних, а 2.187 неактивних. Од 4.457 активних, 3.778 је било запослено (1.935 мушкараца и 1.843 жене), а 679 је било незапослено (311 мушкараца и 368 жена). Од 2.187 неактивних, 790 је било у пензији, 602 је студирало, а 795 је класификовано као „остало неактивно“.

### Приходи
Године 2009. било је 5.339 фискалних јединица, које су чиниле 10.359 људи. Средњи фискални приход по особи износио је 15.947 евра годишње.

### Економске активности
Од 632 предузећа која су постојала током 2007. године, 11 су предузећа за екстракцију, 16 предузећа за храну, 2 предузећа за производњу електричних материјала, 36 предузећа за производњу других индустријских производа, 53 грађевинска предузећа, 185 предузећа за продају и поправку возила, 16 предузећа за транспорт, 47 угоститељских, 8 предузећа за информисање и комуникације, 32 предузећа за финансирање, 34 предузећа за некретнине, 63 услужна предузећа, 86 предузећа јавне управе и 43 предузећа класификована у групу „остале услужне дјелатности“.
Од 141 јавне службе за физичка лица током 2009. године, једна је била административна канцеларија Државног трезора, двије канцеларије за тражење посла, једна жандармерија, двије поште, десет банака, три погребна предузећа, шест сервиса за возила и пољопривредне алате, два мјеста за технички преглед, једна служба за изнајмљивање возила, три ауто школе, по осам зидарских, молерских и столарских радњи, 11 водоинсталатерских, седам за извођење расвјете, двије грађевинске фирме, 17 фризерских салона, двије ветеринарске станице, три предузећа за привремени рад, 24 ресторана, 13 агенција за некретнине, четири хемијске чистионице и два козметичка салона.
Од 101 комерцијалног објекта у 2009. години, 1 је био хипермаркет, 6 супермаркета, 2 велике „уради сам“ продавнице, 4 продавнице мање од 120 -{m}-², 11 пекара, 8 месара, 1 рибарница, 4 књижаре, 21 продавница одјеће, 4 продавнице кућног прибора, 7 продавница ципела, 5 продавница електричних апарата, 2 продавнице намјештаја, 7 спортских продавница, 1 продавница за подове и зидове, 2 апотеке, 3 продавнице парфема, 6 продавница накита и 6 цвјећара.
Године 2000 постојало је 45 пољопривредних газдинстава, на 469 хектара.

## Образовање и здравство
Године 2009. постојале су двије болнице за краткотрајно лијечење, једна за средњорочно (праћење и рехабилитацију), једна болница за дуготрајно лијечење, један ургентни центар, једно породилиште, један дом здравља и шест амбуланти.
Током исте године постојала су четири обданишта, шест основних школа, двије средње школе, једна школа за опште образовање и двије средње технолошке школе. Такође су постојала два неуниверзитетска високошколска центра, од чега један за здравствену обуку и један други центар за обуку.